# Haltnau

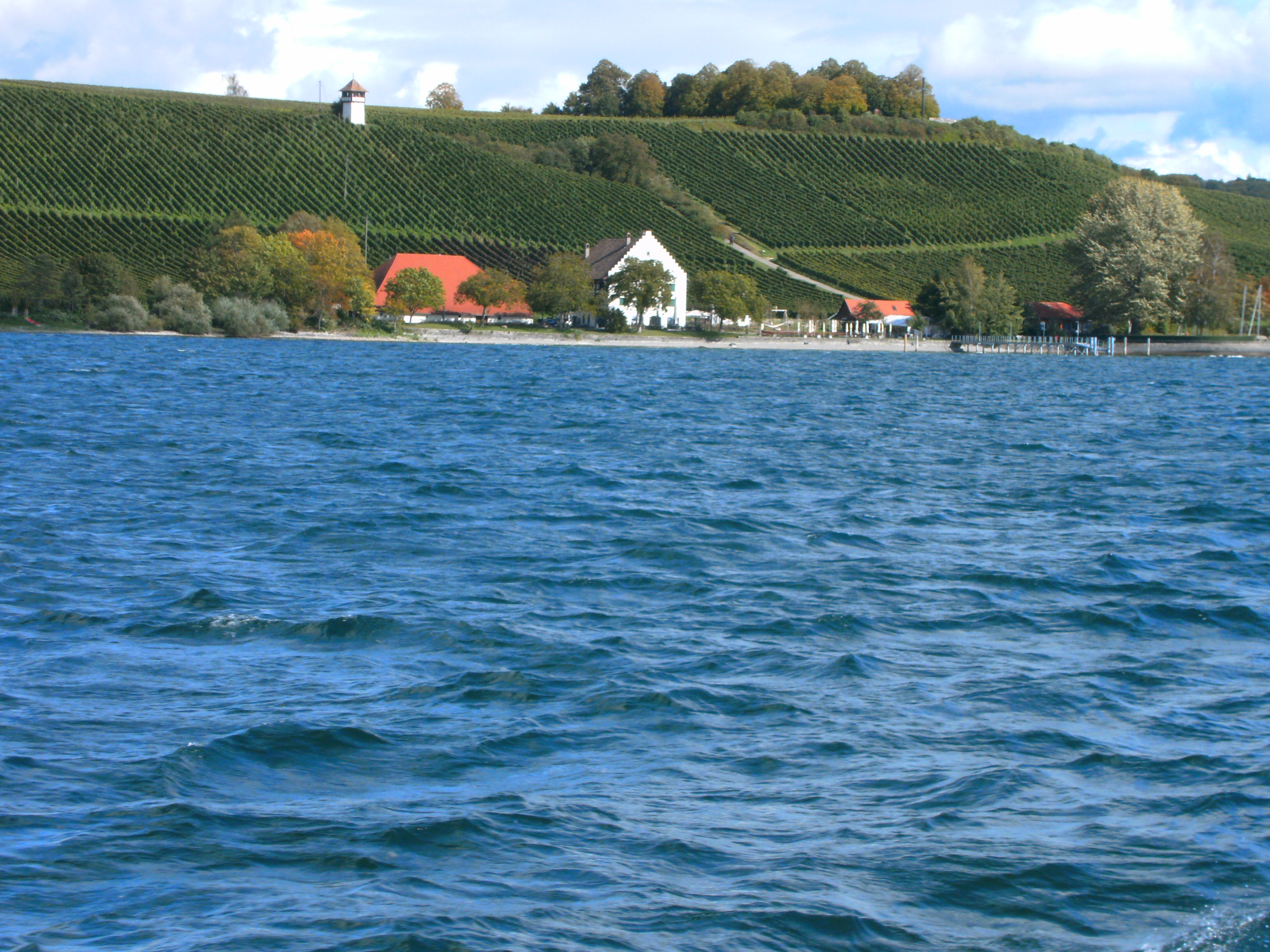
Blick auf das Rebgut Haltnau vom Bodensee aus

Die Haltnau ist ein historisches Rebgut auf dem Gebiet der Stadt Meersburg am Bodensee. Es liegt an der Uferpromenade 107 zwischen Meersburg und Hagnau, welche allerdings für den motorisierten Verkehr gesperrt ist. Eigentümerin des Rebguts ist die Spitalstiftung Konstanz, Pächterin ist die Spitalkellerei Konstanz.
Die Haltnau verfügt über einen kleinen Bootsanlegesteg, der sich im Eigentum der Stadtwerke Konstanz befindet.

## Baugeschichte
Von den ursprünglichen mittelalterlichen Bauten ist nichts mehr sichtbar. Die bis heute erhaltenen Gebäude sind aus dem 15. bis 18. Jahrhundert: Fachwerk-Wohngebäude (15./16. Jahrhundert), Torkelscheuer (16. Jahrhundert), Backhaus (18. Jahrhundert). Über dem Eingang zur Gaststube sind die Wappen sowohl von Konstanz als auch der Spitalstiftung Konstanz und die Schrift Rebgut Haltnau und Spitalstiftung Konstanz im 20. Jahrhundert angebracht worden.
Die Stiftungsverwaltung renovierte grundlegend in der Winterpause 2017 bis 2019 Stromzufuhr, Kanalisation, Heizung, Wasserleitungen, Küche, Gastraum und Verglasung der Arkaden. Weiter Brandschutzwände, Pelletheizung, Wohnungen in den oberen Stockwerken, Fensteraustausch, Fahrrad- und Autoparkplätze, Biergarten und Fassade.

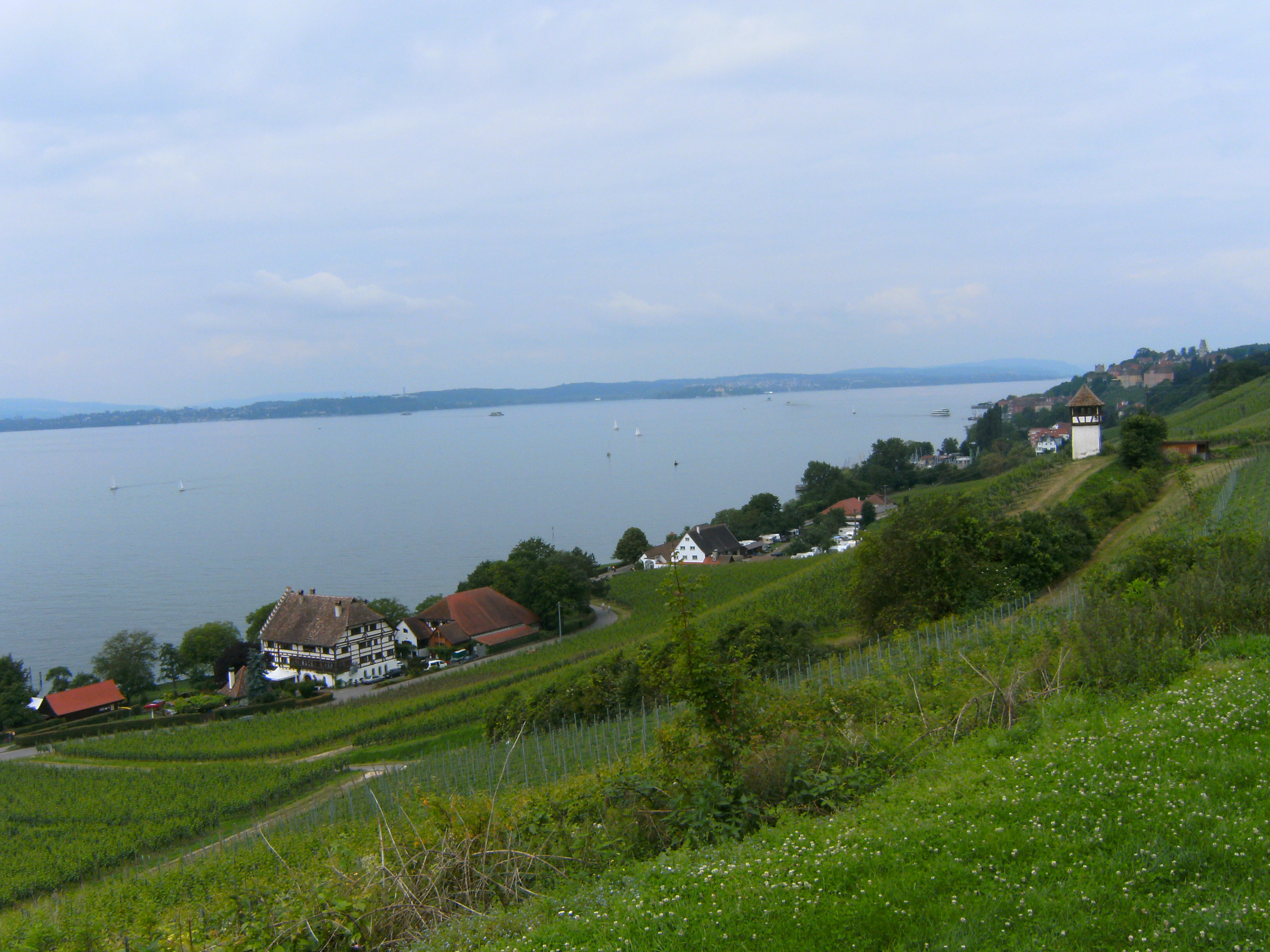
Blick auf die Haltnau, links unten das Restaurant
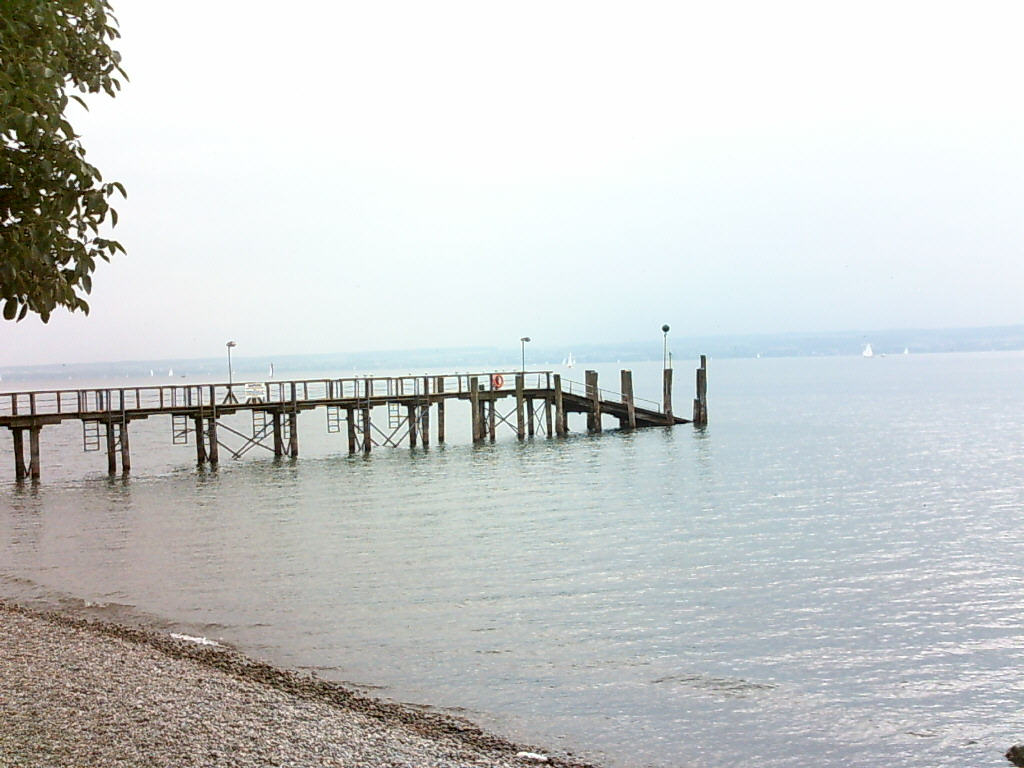
Anlegesteg der Haltnau für Ausflugsboote
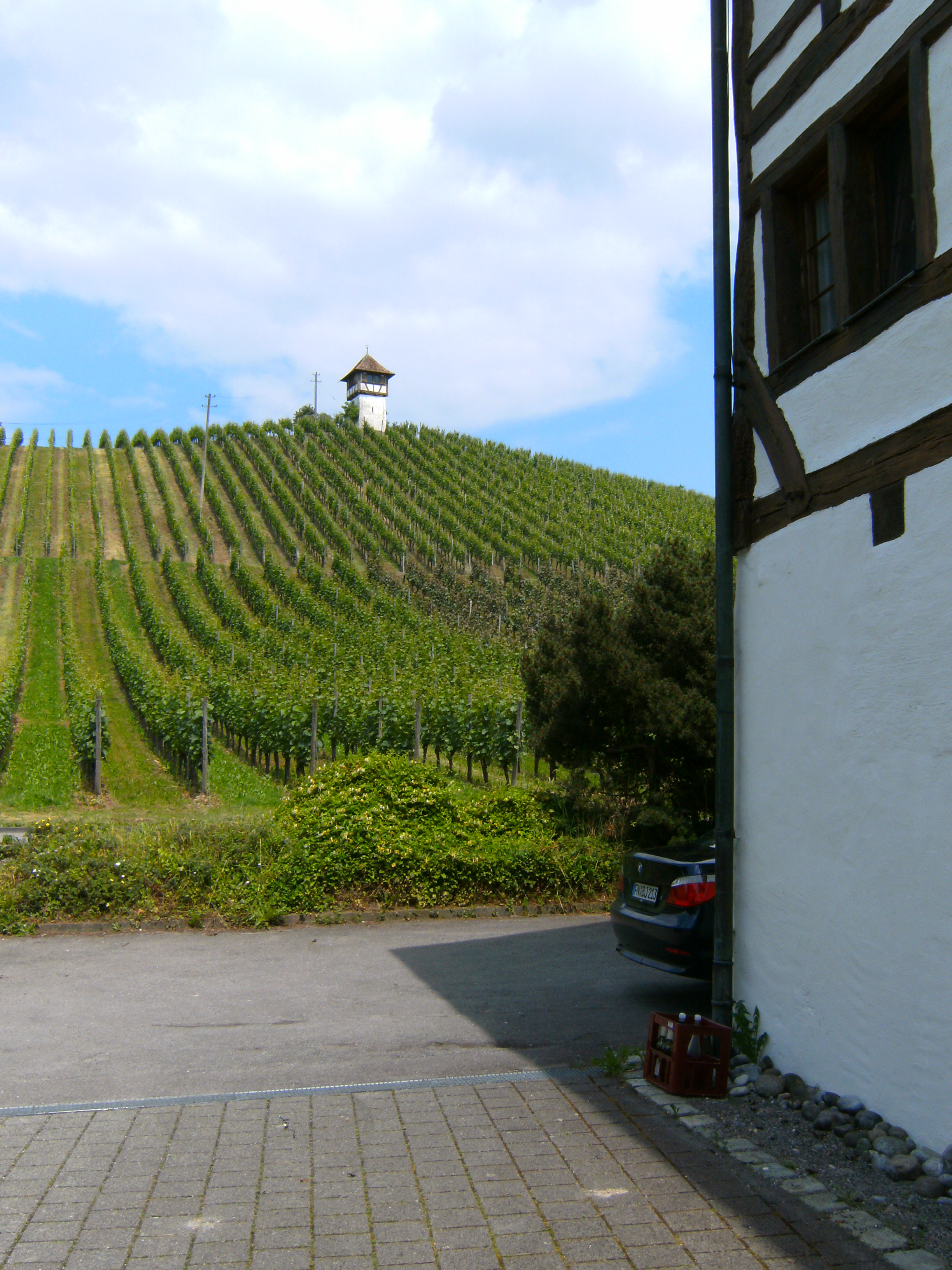
Reblage Haltnau mit Rebhäuschen
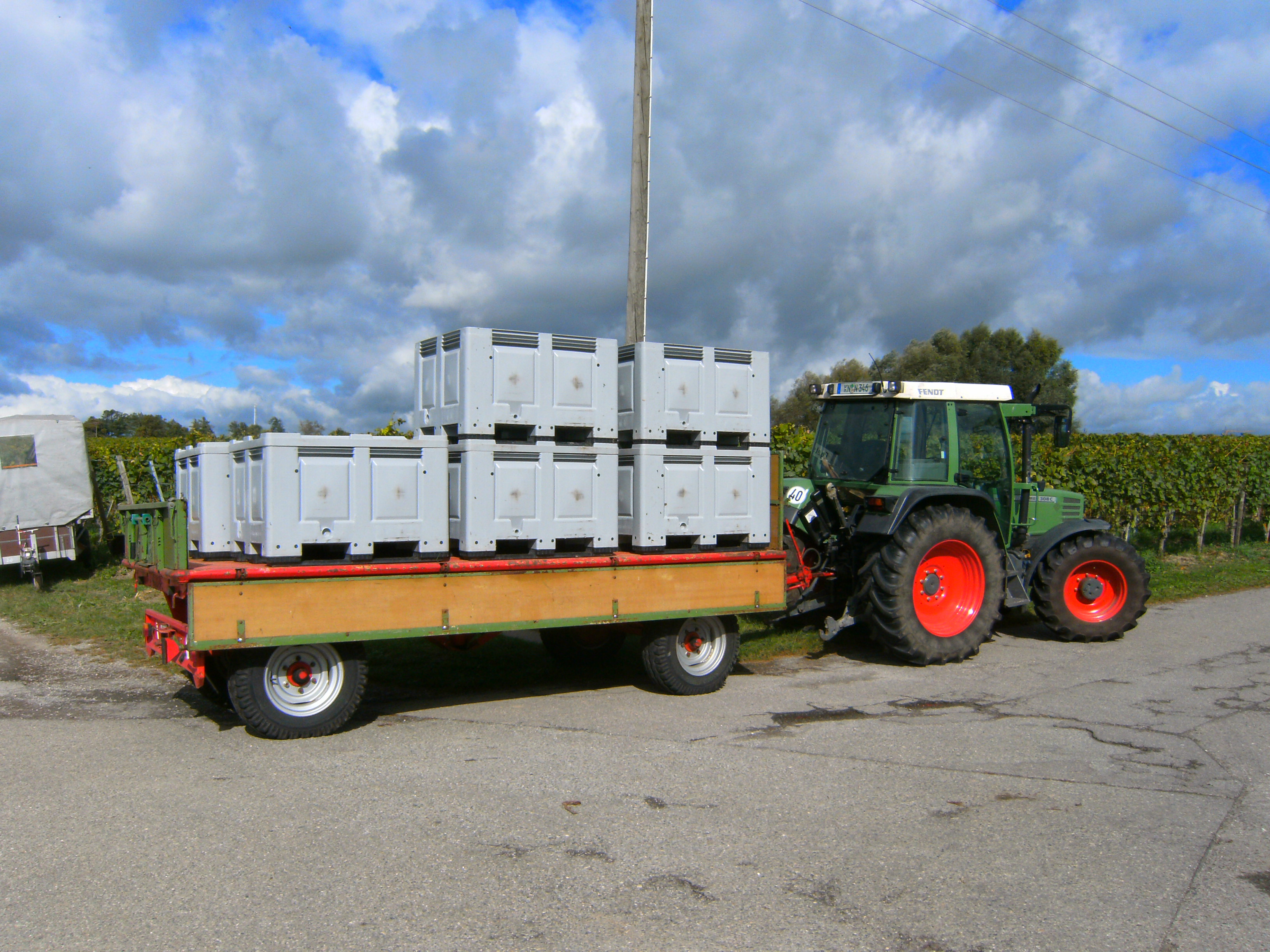
Weinlese der Spitalkellerei Konstanz

## Weinbau auf der Haltnau
Die Weine, die auf der Haltnau gezogen werden, profitieren von der südwestlichen Lage der Rebhänge und von der Beschaffenheit des Bodens, der Molasse und Moränenschotter enthält. Sie gehören zur Lage Meersburger Haltnau und sind bereits seit 1272 im Eigentum der Spitalkellerei Konstanz, der ältesten Stiftungskellerei Deutschlands. In der Lage Meersburg Haltnau werden folgende Rebsorten angebaut: Müller-Thurgau, Weißburgunder, Traminer, Pinot, Spätburgunder.
Das Rebwächterhäusle oben am Rebhang in 439 Meter Höhe gehört auch zur Haltnau. Es ist aus der Zeit um 1600 und hat einen Grundriss von 3 × 3 Meter. Im Erdgeschoss befindet sich ein Geräteschuppen und der Treppenaufgang, das vorkragende Obergeschoss ist ein Fachwerkbau mit einem Fenster nach jeder Seite. Es diente der Beaufsichtigung der Weinberge. Auf dem Dach ist das Doppelkreuz des Spitals Konstanz angebracht.

## Restaurant

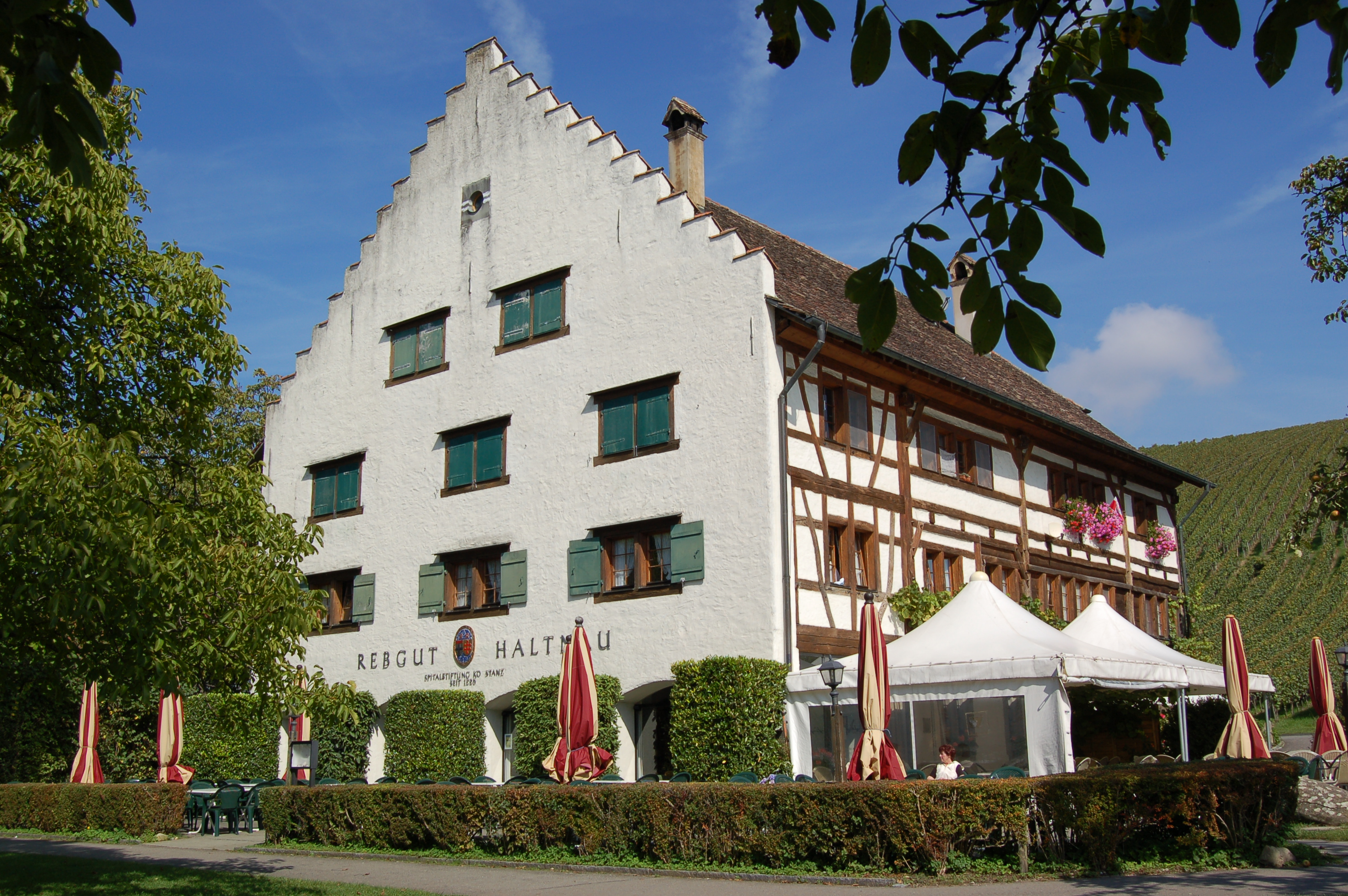
Hauptgebäude der Haltnau mit Restaurant

Das historische Gebäude der Haltnau liegt direkt am Ufer des Bodensees und dient als Ausflugs- und Veranstaltungslokal. In der verpachteten Gutsschänke wird Wein der Lage Haltnau ausgeschenkt. Bodenseefelchen und regionale Küche werden zubereitet. Eine Selbstbedienungstheke entsteht im Wendelgard-Stüble. Das Türmchen in den Weinbergen wird ebenfalls genutzt.
Die Pächter waren/sind:
- 1965–2015: Hannelore und Werner Endres
- 2016–…: Hubert Böttcher und Stephan Düringer

## Haltnau im Eigentum der Konstanzer Spitalstiftung

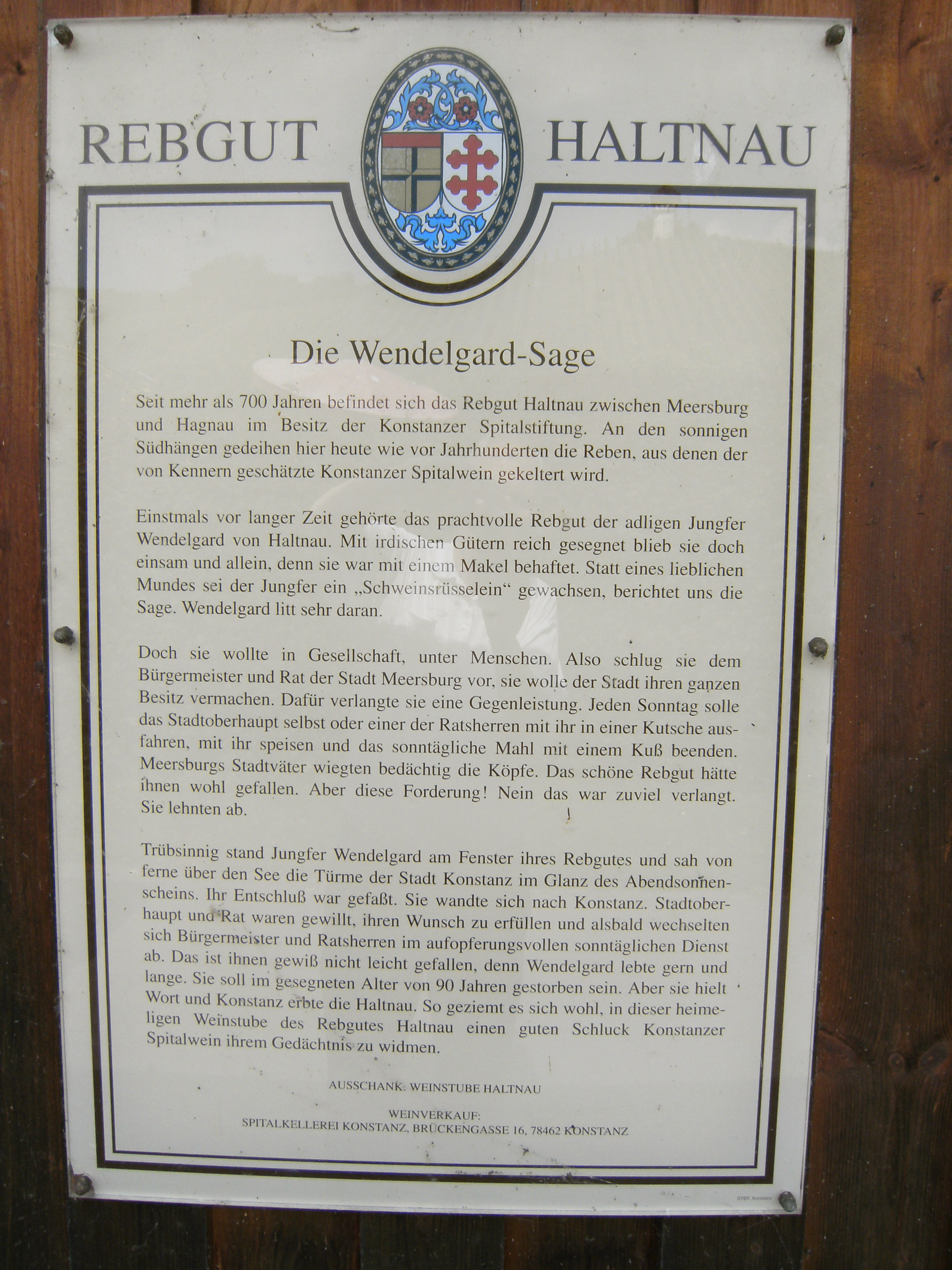
Infotafel auf der Haltnau zur Wendelgard-Sage

### Legende der Wendelgard
Seit 1272 gehört die Haltnau zur Spitalstiftung der Spitalkellerei Konstanz. Der Legende nach hat Konstanz diesen Besitz der schweinsrüsseligen buckligen Wendelgard von Halten zu verdanken, die in Meersburg selbst nicht auf Gegenliebe stieß: Obwohl sie die Besitzerin des schönen Rebguts war, wurde sie von den Menschen gemieden und musste ihr Essen allein aus einem silbernen Trog zu sich nehmen. So bot Wendelgard ihr Gut der Stadt Meersburg unter der Bedingung an, dass täglich ein Ratsherr mit ihr speiste und sie sonntags, ebenfalls in Begleitung eines Ratsherrn, eine Ausfahrt machen durfte. Dies lehnten die Meersburger zwar nicht ab, überlegten jedoch zu lange. Die danach kontaktierten Konstanzer zögerten nicht lange und gingen auf ihr Angebot ein. Wendelgard bekam einen Platz im Spital zum Heiligen Geist auf der Marktstätte (Konstanz).

### Spottvers
Diese Geste der Konstanzer Ratsherren gegenüber Wendelgard war nicht schön. Vor dem Essen mit ihr sprachen sie ein heimliches Tischgebet:
Zum Wohl der Stadt trotz Rüssel,

Fress' ich aus dieser Schüssel.

Die Wendelgard gleicht zwar dem Schwein,

Doch stärk' ich mich am Haltnauwein.
Wendelgard soll über 90 Jahre alt geworden sein und viele Ratsherren, die ihr den geforderten Dienst erwiesen, überlebt haben.

### Übertragung der Haltnau
Eine Urkunde im Konstanzer Stadtarchiv präzisiert den Sachverhalt der Sage:

„Danach schenkte am 6. November 1272 ein Konstanzer Bürger namens Ulrich, genannt Sumbri, dem Heilig-Geist-Spital in Konstanz einen Weinberg in ‚Halthuon‘ mit der Bestimmung, dass das Spital nach seinem Tod seiner Witwe Adelheid jährlich 20 Eimer Wein (ca. 1'400 Liter) abliefern müsse.“

## Haltnau in Literatur und Kunst
- Annette von Droste-Hülshoff hat in einem Brief aus dem Jahr 1843 ihr Schutzsuchen in der Haltnau geschildert. Der Brief ging an Elise Rüdiger, geb. Hohenhausen. Dort heißt es explizit: „das Wüten draußen“. Auf dem mühseligen Weg zurück nach Meersburg wird geschildert: „Doch blieb ich zwischen den Reben, etwa dreißig Fuß über dem Mauerwege“.[15]
- Im Jahr 1982 verfasste Martin Walser die Erzählung Brief an Lord Liszt. In der Erzählung ist das Gasthaus Haltnau ein wichtiger Schauplatz und die Wendelgard-Sage wird ebenfalls aufgegriffen.
- Peter Lenk erstellte im Jahr 2007 die Skulptur Magische Säule. Diese steht auf der Hafenmole in Meersburg und ist 15 m hoch. Die Figur der Wendelgard bildet einen Teil dieser Skulptur.[16]
- Im Jahr 2022 war die Welturaufführung von dem  Mittelalterlichen Musikschauspiel Wendelgard im Rahmen des  „1. Historischen Stadtfests Meersburg“. Dies war die erste literarische und theatralische Umsetzung des Themas. Idee und Texte stammen aus der Feder von Rudolf Volz, der auch das Stück inszenierte. Verwendet wurden ausschließlich bekannte mittelalterliche Melodien. In diesem Jahr jährte sich die Übertragung der Haltnau an die Spitalstiftung Konstanz zum 750. Mal.[17][18]

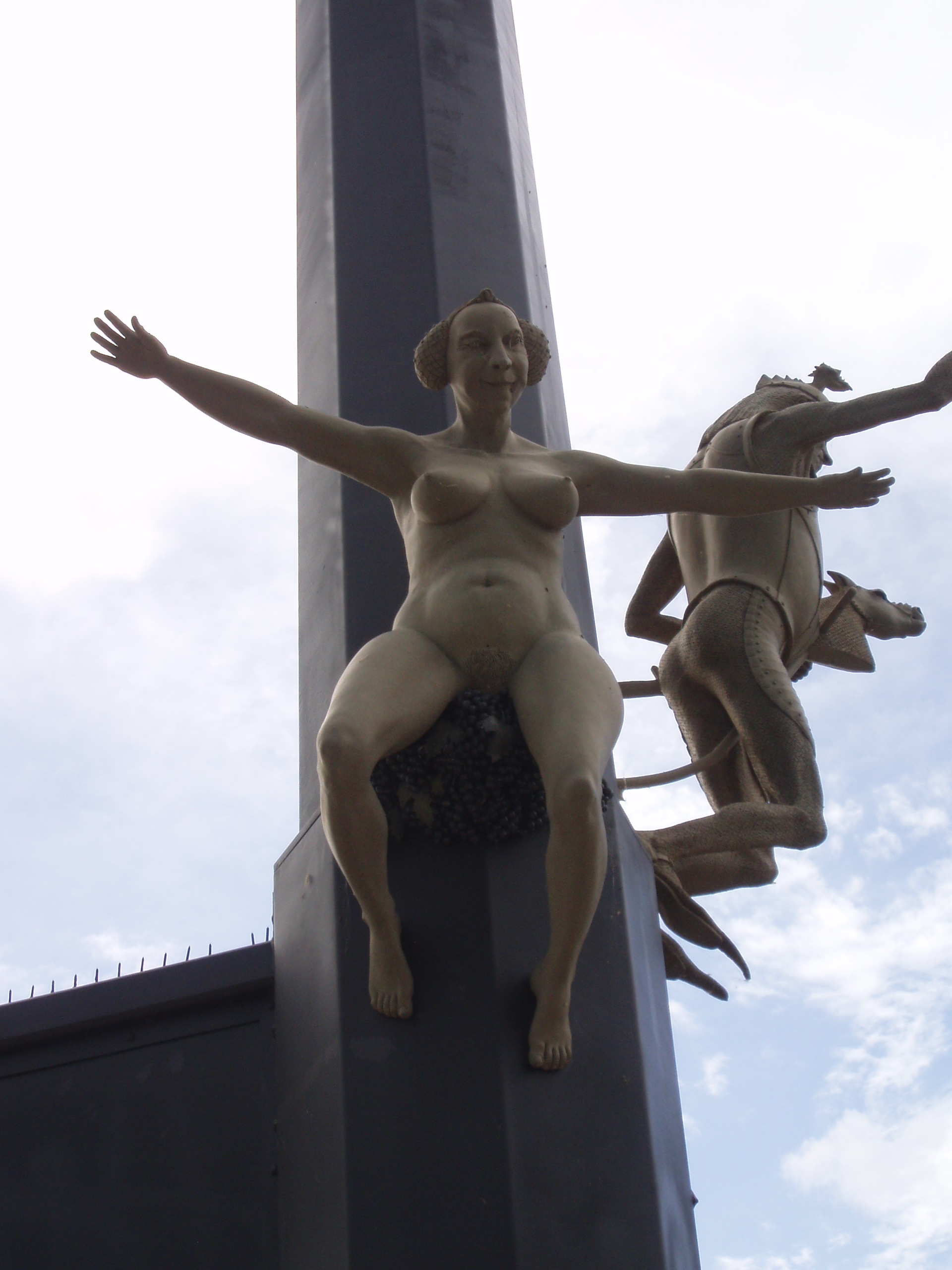
Figur der Wendelgard in der Skulptur von Peter Lenk

## Gedenken an Wendelgard
- Weinstube „Zur Wendelgard“ im Konstanzer Stadtteil Niederburg, Inselgasse 5.
- Wendelgardweg (Konstanz) am Ufer des Konstanzer Trichters zum Freibad Horn.
- Wendelgard wurde 2009 als Einzel-Narrenfigur in die Alt-Konstanzer Hansele-Zunft eingeführt. Die Narrenfigur trägt eine Holzmaske aus Lindenholz mit einer Beule auf der Stirn und einem Nasenhöcker. Sie trägt eine Konstanzer Radhaube, zwei Miniatur-Weinfässle und eine Saubloter (mit Luft gefüllte Schweinsblase) mit sich und nimmt am Konstanzer Butzenlauf teil.[20][21]